# Genèses (revue)
Pour les articles homonymes, voir Genèses.
Genèses. Sciences sociales et histoire, souvent abrégé en Genèses est une revue trimestrielle à vocation internationale de sciences sociales et d’histoire créée en 1990, éditée par Calmann-Lévy pour les huit premières livraisons, depuis chez Belin.

## Histoire
En 1990, les historiens Gérard Noiriel et Peter Schöttler, les sociologues Yvon Lamy, Susanna Magri et Christian Topalov, le politologue Michel Offerlé, l'économiste Robert Salais et les juristes Olivier Beaud et Antoine Lyon-Caen créent une revue scientifique destinée à partager des travaux scientifiques. Tous font partie du premier comité de rédaction.
Dans son manifeste, la rédaction de Genèses se propose de contribuer « à l'histoire sociale des sciences de l'histoire et de la société », pour « tous ceux qui attendent de l'histoire non un supplément d'âme, mais un outil indispensable à leur réflexion sur les problèmes de notre temps. »
Entre 1997 et 2013, le secrétariat de rédaction est assuré par Jean Leroy, sur le site Pouchet du CNRS.